# Federació Galeusca
|  | Aquest article tracta sobre Federació d'escriptors. Vegeu-ne altres significats a «Galeusca (desambiguació)». |

La Federació Galeusca és una federació constituïda per l'Associació d'Escriptors en Llengua Catalana (AELC), l'Associació d'Escriptors Bascos (EIE) i l'Associació d'Escriptors en Llengua Gallega (AELG), que fou creada l'any 2008 a Poblet, a la Conca de Barberà.
L'objectiu de la creació de la Federació Galeusca és el de defensar units la professió i dotar-la d'un instrument jurídic de coordinació i acció conjunta. La constitució d'aquesta federació coincideix amb la celebració del 25 aniversari del Galeusca, una trobada anual creada per establir relacions entre els creadors literaris en aquestes tres llengües.
Des de la seva creació el 15 de juny del 2008, la Federació Galeusca organitza una trobada anual entre escriptors catalans, bascos i gallecs.